# 威廉·巴格莱
威廉·巴格莱（William Chandler Bagley，1874年3月15日—1946年7月1日）是一位美国教育家、编辑，要素主义教育哲学的代表人物。
1874年3月15日，威廉·巴格莱出生在美国底特律，1895年毕业于密歇根州立大学；1898年获威斯康星大学麦迪逊分校理学硕士学位；1900年获康奈尔大学博士学位。
在担任伊利诺伊大学教育学教授（1908年）之前，巴格莱曾任教于小学。1908年到1917年，他担任教育学院院长。从1917年到1940年担任哥伦比亚大学教育学院教育学教授。巴格莱是进步教育运动务实的对手，坚持知识自身的价值，而不是仅仅作为一种工具，他批评他的同事们，他们没有强调学术课程的系统学习。他的许多作品中的一部，Education and Emergent Man（1934年），包含了他的教育哲学最清晰的阐述。他的其他著作，包括如下：

- 教育过程（The Educative Process，1905年）
- 教育和实用（Education and Utility，1909年）
- 教育的价值（Educational Values，1911年）
- Craftsmanship in Teaching by William Chandler Bagley - 古腾堡计划 (1911).
- 美国人的历史（History of the American People，1923年，与查尔斯比尔德合作）
- 教育决定论（Determinism in Education，1925年）
- 教育，犯罪与社会进步（Education, Crime, and Social Progress，1931年）

巴格莱是全国教育协会（1920年至25年）和学校和社会（1939年至1946年）杂志的主编，后者由他创办于1915年。1946年7月1日在纽约市去世。